# Poznański Czerwiec

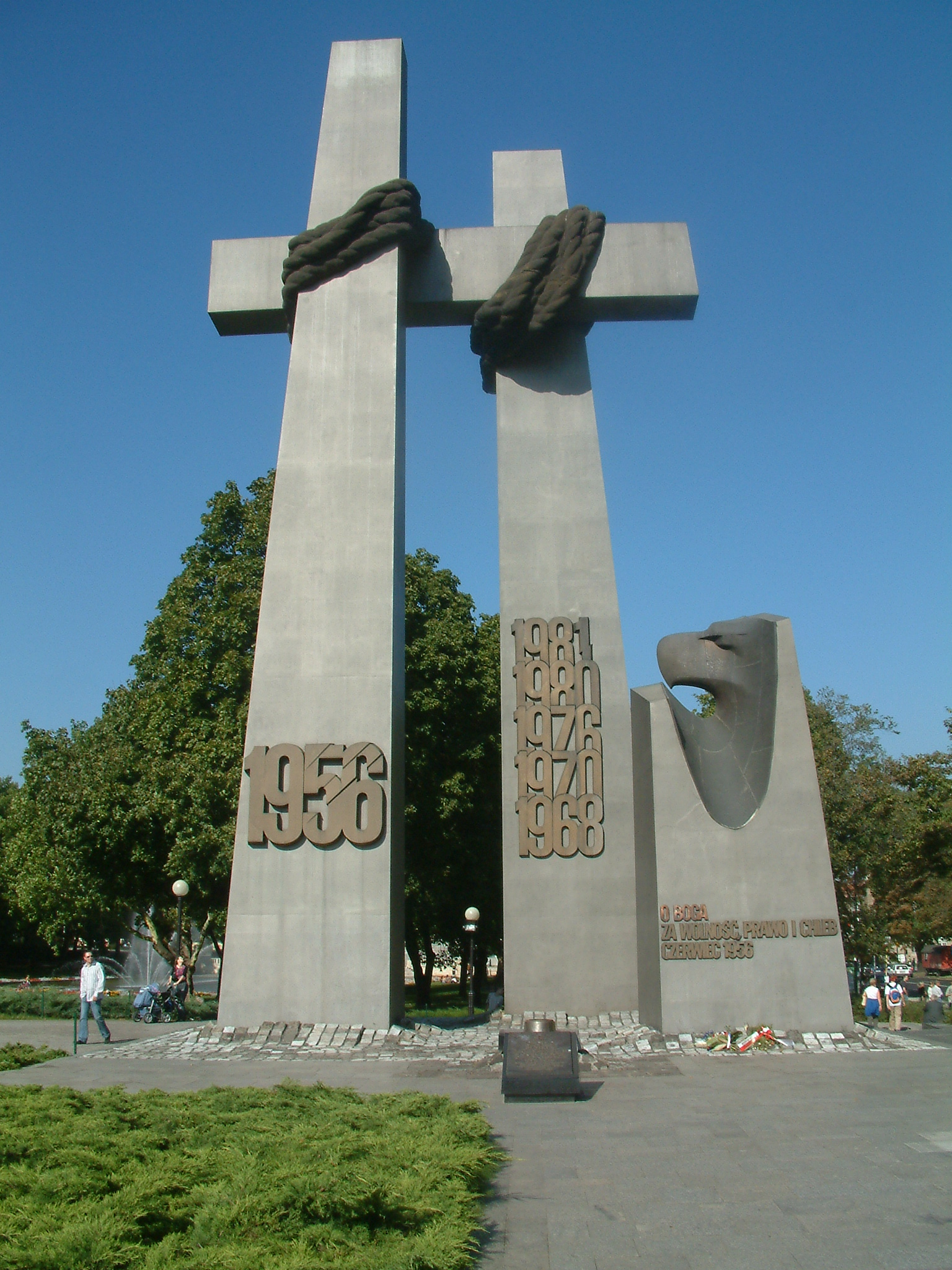
Pomnik po zmianach z 2006 roku (Zmieniony napis (dodano w porównaniu z pierwotną wersją fragment O Boga) – zobacz też wersję pierwotną z 1981 roku

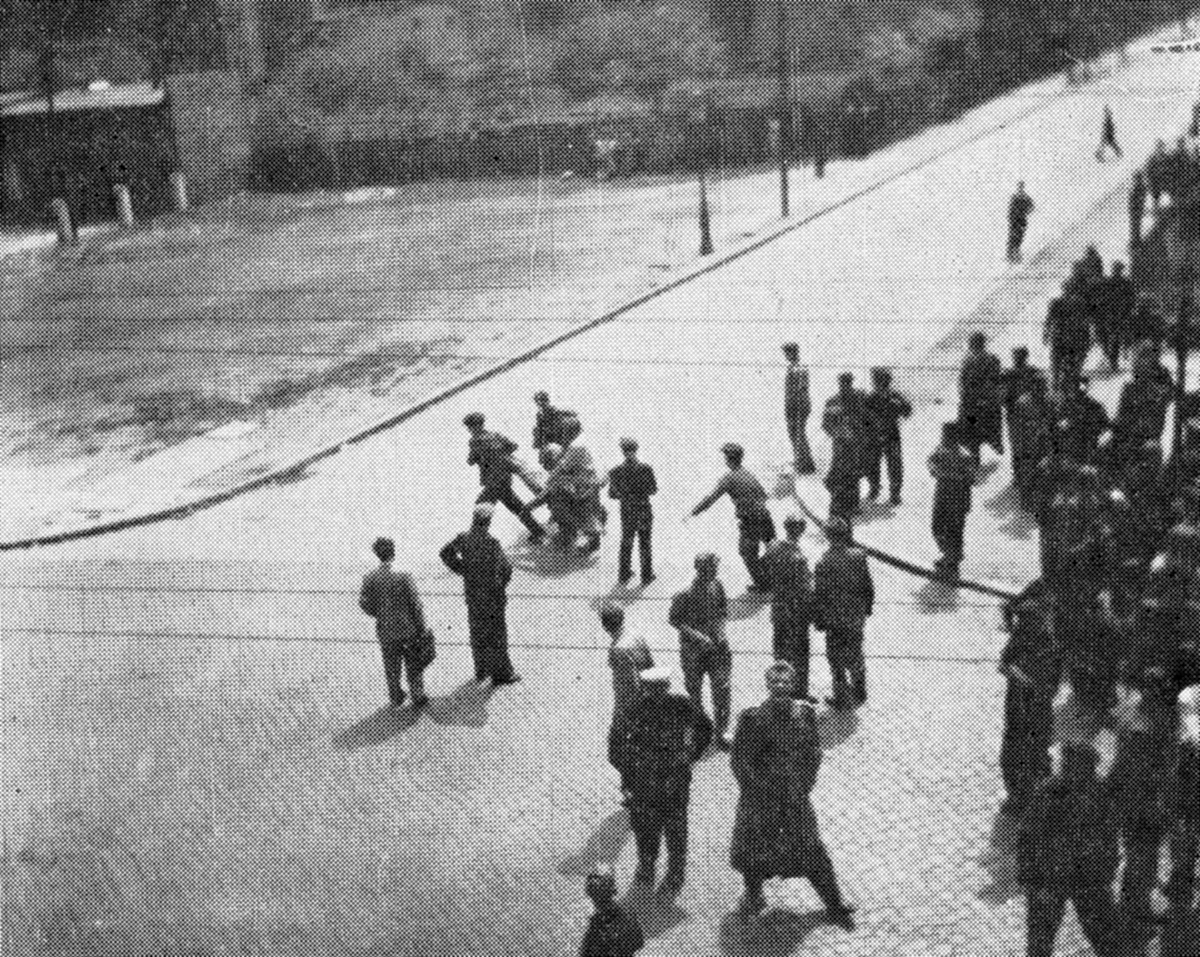
Ulica Kochanowskiego; wynoszenie rannego spod ognia z gmachu Wojewódzkiego Urzędu ds.BP

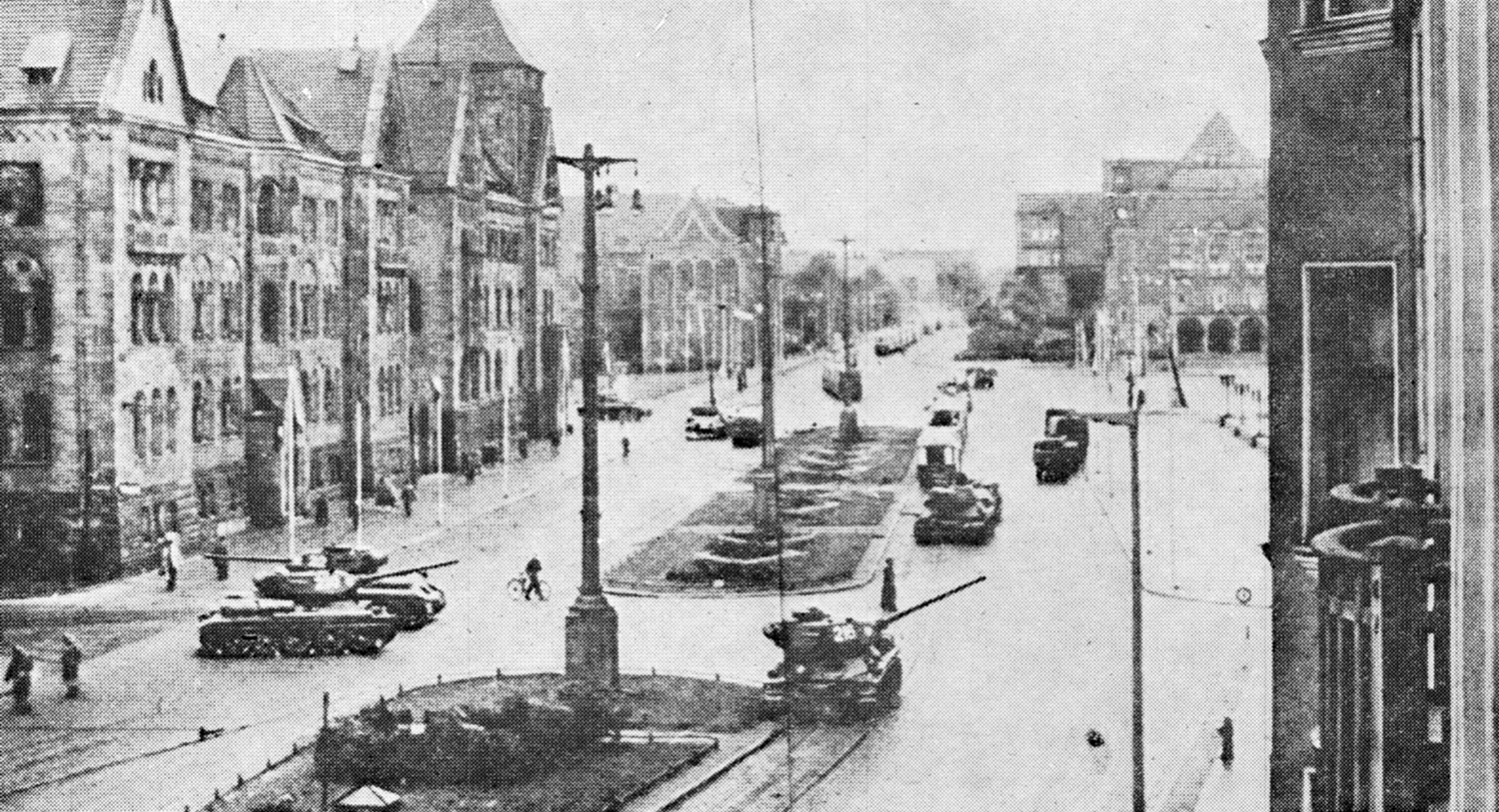
Czołgi na opustoszałym Placu Stalina

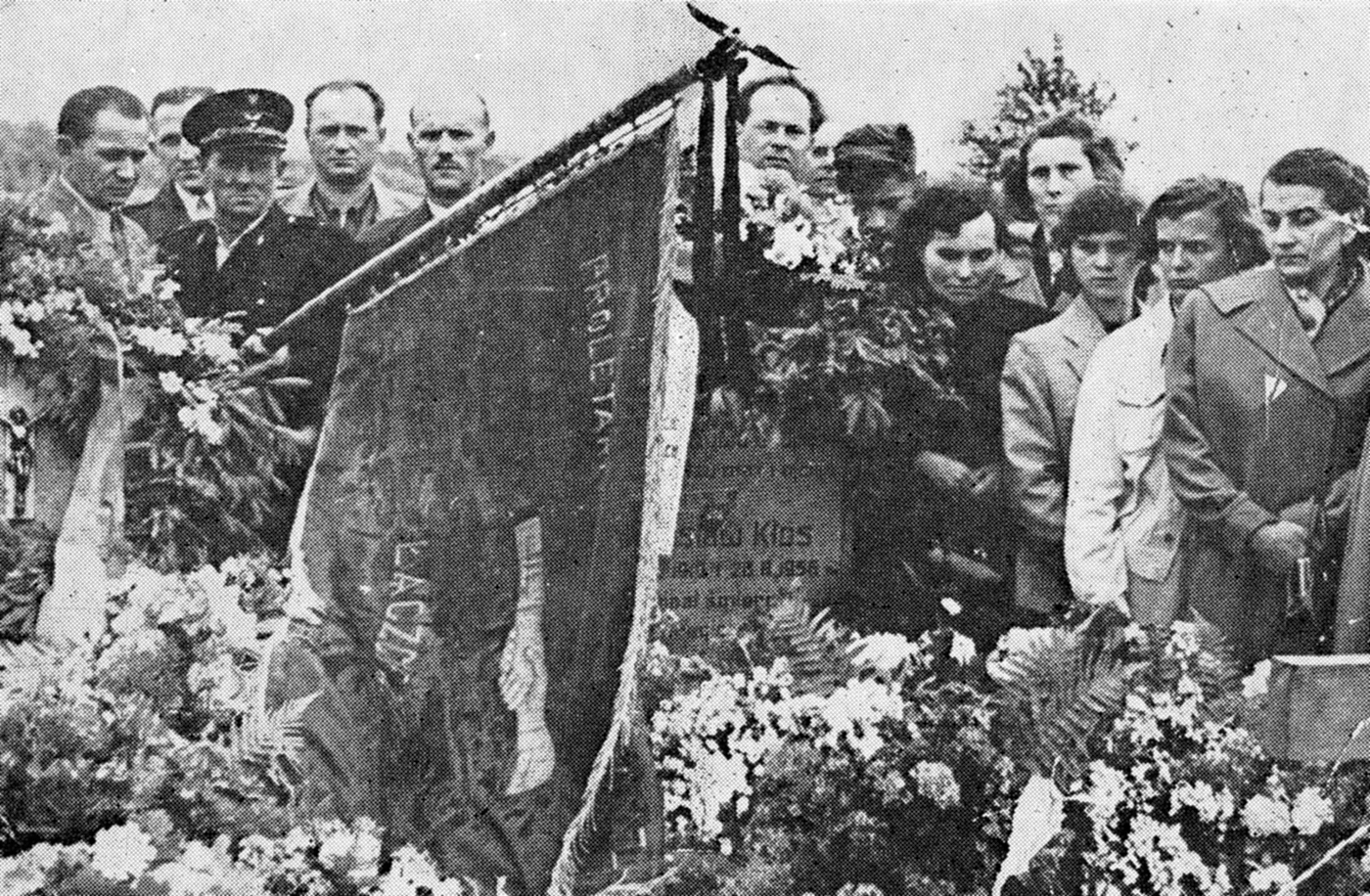
Robotniczy pogrzeb jednej z ofiar

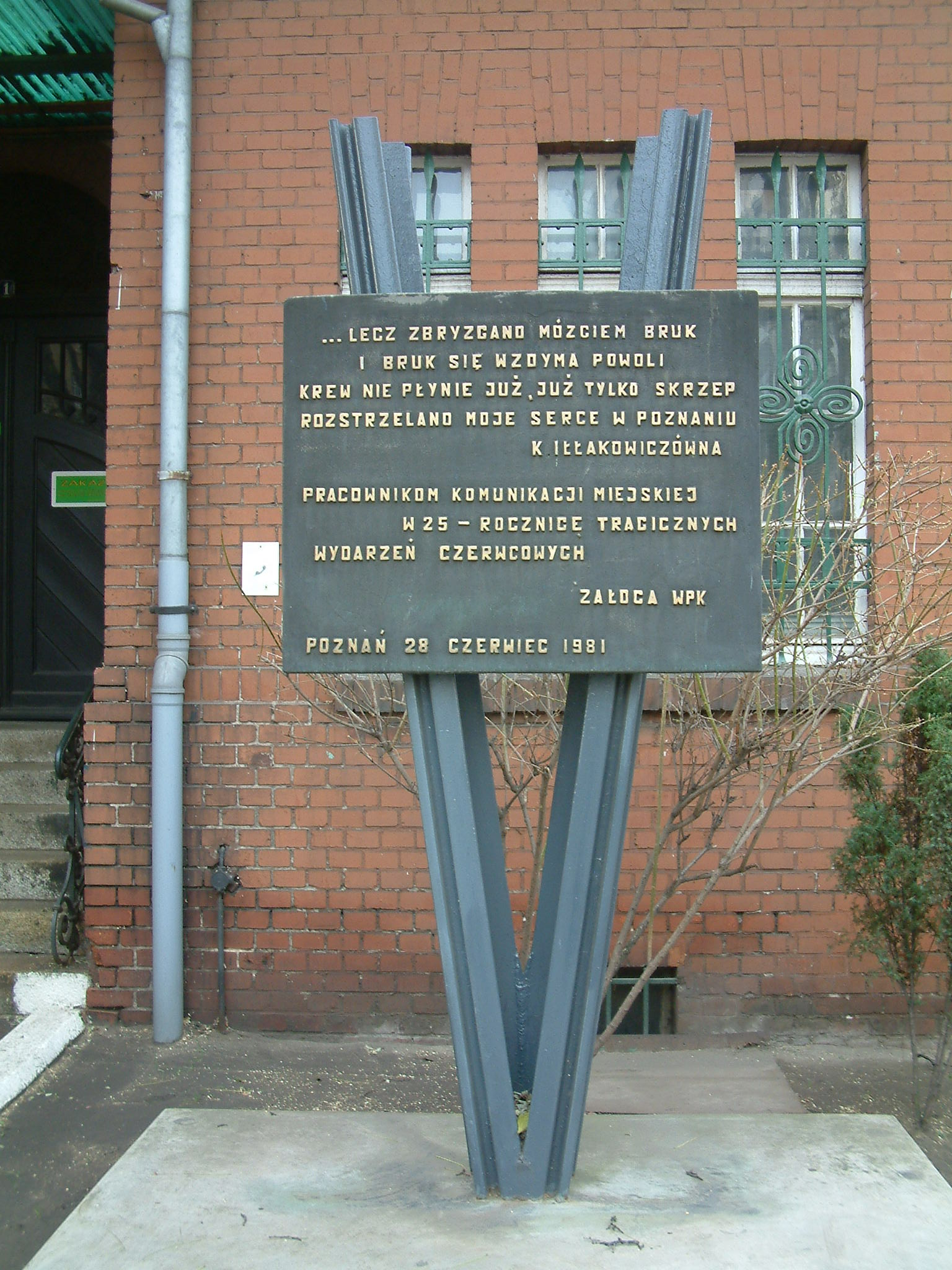
Tablica przed zajezdnią tramwajową przy Gajowej, poświęcona ofiarom Czerwca

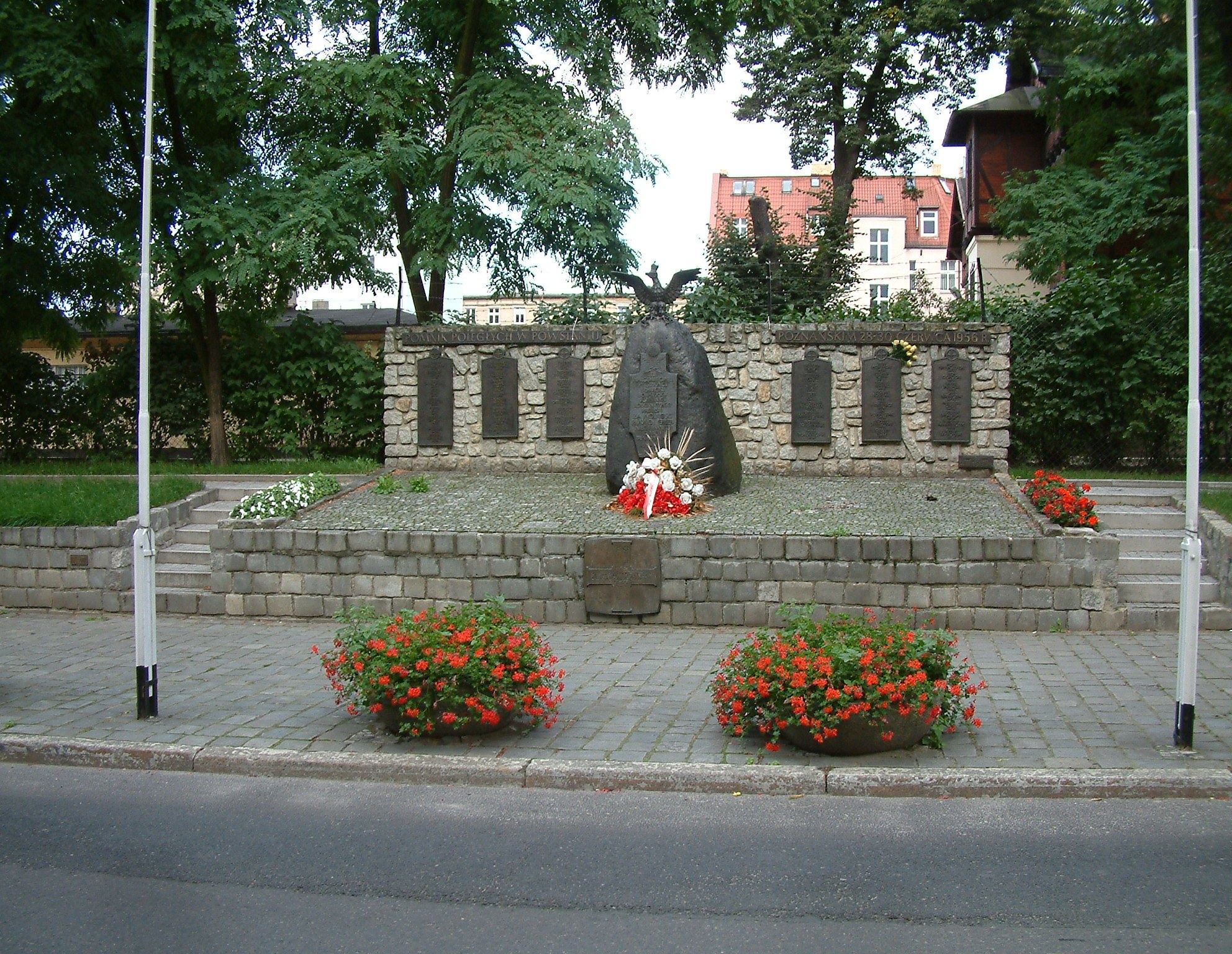
Pomnik z nazwiskami ofiar Czerwca ’56 na ul. Kochanowskiego

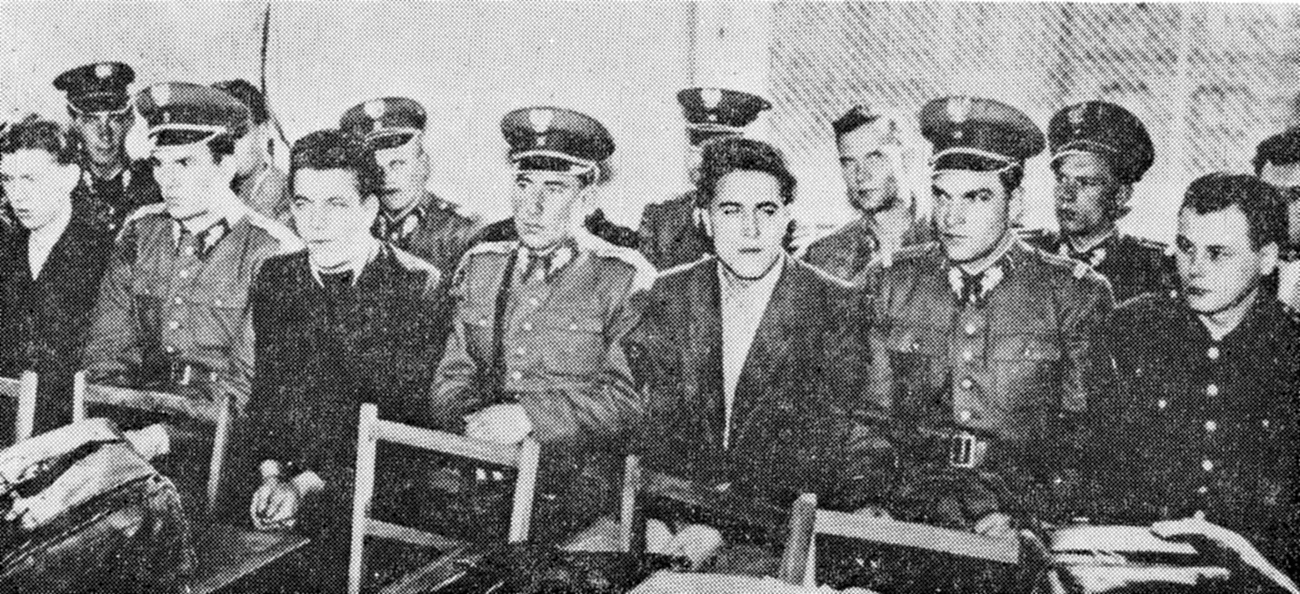
„Proces dziewięciu”, jeden z procesów uczestników poznańskich protestów

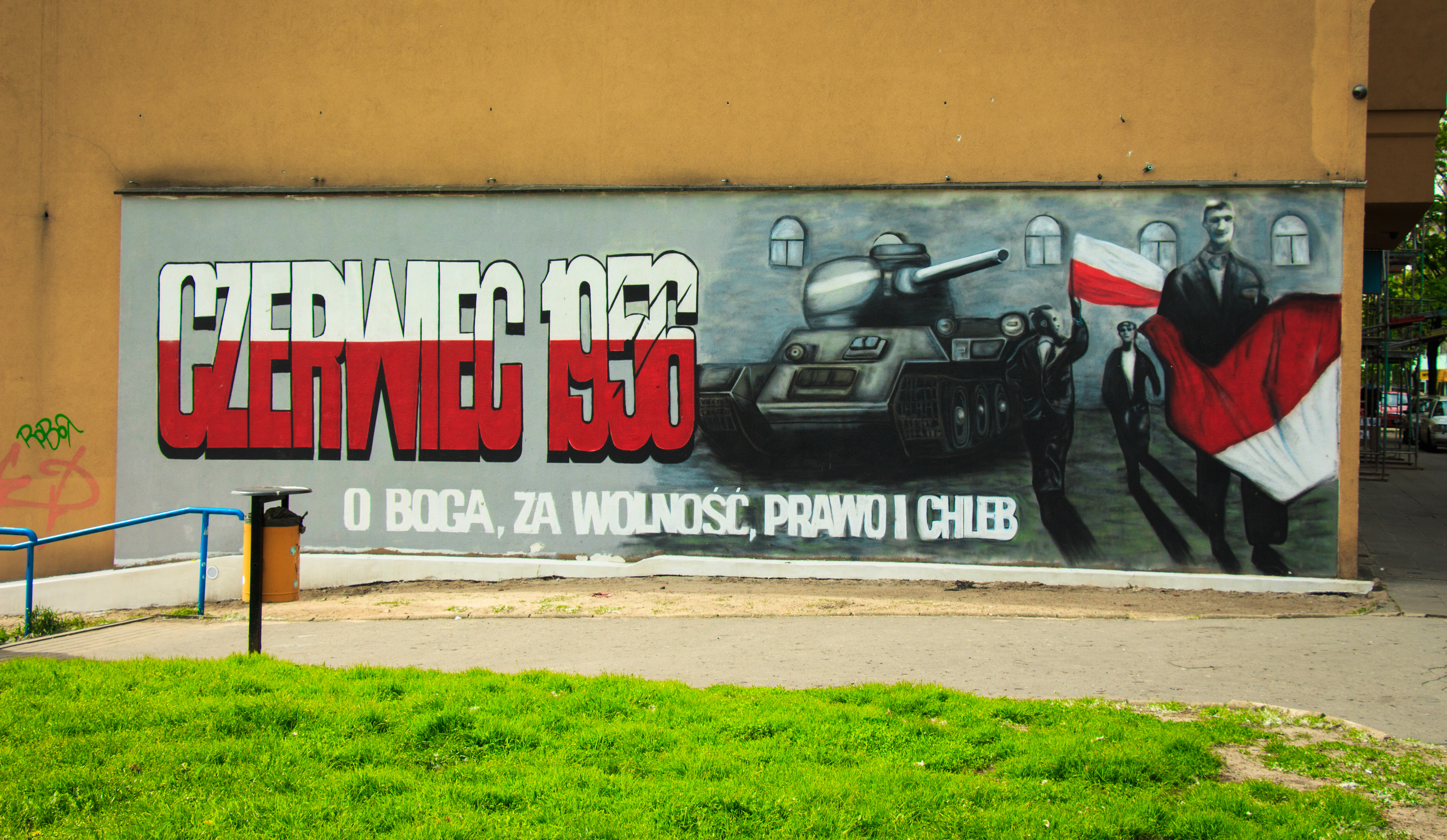
Mural poświęcony wydarzeniom czerwca 1956 roku w Poznaniu przy ulicy Górna Wilda

Poznański Czerwiec (Czerwiec ’56) – pierwszy w PRL-u strajk generalny i demonstracje uliczne, które miały miejsce na końcu czerwca 1956 w Poznaniu. Protesty zostały krwawo stłumione przez wojsko i milicję, a samo wydarzenie było przez propagandę PRL bagatelizowane jako „wypadki czerwcowe” lub przemilczane. Obecnie przez część historyków i uczestników Czerwiec ’56 bywa określany także jako poznański bunt, rewolta oraz powstanie poznańskie.
Strajk wybuchł rankiem 28 czerwca (w tzw. czarny czwartek) w Zakładach Przemysłu Metalowego H. Cegielski Poznań (w latach 1949–1956 noszących nazwę Zakłady Przemysłu Metalowego im. Józefa Stalina Poznań – w skrócie ZISPO) i przerodził się w spontaniczny protest przeciw władzy.
Do stłumienia demonstracji użyto 10 tys. żołnierzy i 400 czołgów. Oddziałami Ludowego Wojska Polskiego dowodził wywodzący się z Armii Czerwonej generał Stanisław Popławski. W 2006 roku dr Łukasz Jastrząb ogłosił zweryfikowaną listę 57 zabitych i zmarłych w wyniku odniesionych ran. Jego badania potwierdził w 2007 roku Instytut Pamięci Narodowej, który ponadto uzupełnił listę Łukasza Jastrząba o nazwisko Andrzeja Styperka zmarłego w 1964 roku w wyniku postrzału kręgosłupa, do którego doszło w Czerwcu 1956. 80% ofiar śmiertelnych nie brało czynnego udziału w zajściach – ich śmierć spowodowana była bezładną strzelaniną, także ze strony osób cywilnych, które weszły w posiadanie broni.

## Tło wydarzeń
W latach pięćdziesiątych XX wieku pięć partii komunistycznych z różnych krajów podpisało oświadczenie o „nieuzasadnionym” rozwiązaniu Komunistycznej Partii Polski, co de facto oznaczało potępienie czystek z lat 1937–1939, dokonanych na rozkaz Józefa Stalina. Po śmierci Stalina, w Berlinie i innych miastach NRD wybuchło krwawo stłumione powstanie, w Moskwie rozstrzelano Ławrientija Berię, wznowiono stosunki dyplomatyczne między ZSRR a Jugosławią zerwane w 1950 roku, a w Polsce wprowadzono częściową demokratyzację życia publicznego nazywaną w oficjalnym języku propagandowym „przezwyciężaniem błędów i wypaczeń”. W lutym 1956 roku na XX Zjeździe Komunistycznej Partii Związku Radzieckiego Nikita Chruszczow wygłosił tajny referat O kulcie jednostki i jego następstwach. Zawierał on krytykę „kultu jednostki”, choć dla mieszkańców Polski i innych państw bloku wschodniego szczególnego znaczenia nabrała inna teza, uznająca możliwość dochodzenia do socjalizmu drogami narodowymi, odzwierciedlającymi specyfikę danego kraju, oraz odrzucenie teorii o zaostrzającej się walce klasowej w miarę postępów w budowie socjalizmu. Ważną rolę w przemianach politycznych, wskutek zelżenia cenzury, odgrywała prasa. Dużą popularnością cieszył się Klub Krzywego Koła, który zapoczątkował swą działalność w październiku 1955 roku i skupiał pisarzy opozycyjnych (m.in. Jana Józefa Lipskiego). Spotkania klubu dotyczyły głównie problematyki politycznej, historycznej i gospodarczej. Rozpoczęły się dyskusje i polemiki na temat „błędów i wypaczeń”, przybierające formę nacisku psychologicznego na władzę, kształtując jednocześnie świadomość i postawy polityczne w skali mikrospołecznej. Do tematów, które dominowały w prasie, należały: samodzielność w międzynarodowym ruchu robotniczym, praworządność, rola Armii Krajowej i struktur Polskiego Państwa Podziemnego podległych rządowi w Londynie, marnotrawstwo zasobów oraz nadmiernie rozrośnięta biurokracja w gospodarce. Robotnicy swój sprzeciw wobec nadużyć władzy wyrażali strajkami i demonstracjami ulicznymi. W 1956 roku warunki życia rodzin robotniczych nie uległy poprawie, a wręcz pogorszyły się. System zarządzania gospodarką nie został zreformowany, nadal utrzymywany był nieefektywny i zbiurokratyzowany model gospodarki planowej. Przekształcenie związków zawodowych w podporządkowaną partii „transmisję” do mas zwiększyło jeszcze bardziej dystans pomiędzy władzą a obywatelami. Na skutek załamania się zawartych w planie gospodarczym zapowiedzi poprawy warunków bytowych ludzi pracy, władze PRL-u zaczęły tracić zaufanie społeczne.

## Strajk i walki uliczne

### Przyczyny
Miejscem, gdzie konflikt społeczny przybrał formę strajku, a później zamieszek ulicznych, był Poznań – duży ośrodek przemysłowy. Powstałe tam niezadowolenie narastało już od jesieni 1955 roku. Załoga największego zakładu poznańskiego, tj. Cegielskiego (Hipolit Cegielski Poznań, zwane podówczas ZISPO – Zakłady Przemysłu Metalowego im. Stalina Poznań) zgłaszała pretensje w sprawie niesłusznie pobieranego przez trzy lata podatku od więcej zarabiających przodowników pracy i pracowników akordowych, co pozbawiło parę tysięcy pracowników ponad 11 mln złotych. Dyrekcja nie była w stanie spełnić postulatów wysuwanych przez załogę. Próbowano kontaktować się z Ministerstwem Przemysłu Maszynowego i Komitetem Centralnym Polskiej Zjednoczonej Partii Robotniczej. Wysyłano petycje, listy i delegacje.
W tej sytuacji w dniach 23 i 25 czerwca poszczególne zakłady HCP wybrały 17 delegatów załogi. Do tej grupy przyłączyło się 10 osób, reprezentujących dyrekcję, Komitet Zakładowy PZPR i Radę Przedsiębiorstwa. Delegacja ta 26 czerwca udała się do Warszawy celem przedstawienia postulatów załogi HCP w Ministerstwie Przemysłu Maszynowego i Centralnej Radzie Związków Zawodowych. Dyskusje, masówki, wybór delegatów, ustalanie listy postulatów w HCP śledzono z uwagą w innych zakładach pracy Poznania. Atmosfera była bardzo napięta. W mieście było dużo gości z kraju i zagranicy z okazji trwających Międzynarodowych Targów Poznańskich. Robotnicy HCP z napięciem oczekiwali powrotu delegacji.
W nocy z 26 na 27 czerwca delegacja z poczuciem zadowolenia powróciła do Poznania. Następnego dnia rano w ślad za delegacją przybył do zakładów Cegielskiego minister Przemysłu Maszynowego. Działając zgodnie z decyzjami kierownictwa partyjnego PZPR, wycofał się częściowo z warszawskich uzgodnień z robotnikami. Sytuacja stawała się napięta, choć jeszcze wieczorem 27 czerwca nic nie wskazywało na to, że załoga Cegielskiego podejmie strajk. Wprawdzie część uzgodnień warszawskich, dotycząca uposażeń dla robotników akordowych, została przez ministra zakwestionowana, rozmowy jednak trwały i w dniu 28 czerwca miały być kontynuowane. Niepokój powstawał i w innych zakładach poznańskich, gdzie od 27 czerwca strajkowali robotnicy, którzy na skutek podwyższenia planu stracili w czerwcu premię stanowiącą 20–30% ich zarobków.

### Demonstracja i walki
W dniu 28 czerwca doszło w Poznaniu do wystąpień robotniczych, które przebiegały w dwóch etapach.

Pierwszy etap trwał od godziny 6.00 do 10.30. W tym czasie robotnicy zorganizowali strajk w największych zakładach miasta. Następnie wyszli na ulice formując pochód, który przekształcił się z demonstracji robotniczej w manifestację społeczeństwa, czego wyrazem było zgromadzenie się około 100 tys. mieszkańców przed Prezydium Miejskiej Rady Narodowej, mieszczącym się w dawnym Zamku Cesarskim, przy obecnej ulicy Święty Marcin. Robotnicy domagali się, aby władze cofnęły narzucone normy pracy, obniżyły ceny i podwyższyły płace. Był to pokojowy etap manifestacji, kontrolowany przez aktyw robotniczy. Próbowano rozmawiać z przedstawicielami Wojewódzkiej Rady Narodowej, żądano przyjazdu premiera Józefa Cyrankiewicza. 
Dosłownie z minuty na minutę rosła determinacja demonstrantów; nastroje stopniowo się radykalizowały. Do haseł o treści społecznej i ekonomicznej: „Żądamy podwyżki płac”, „Chcemy żyć jak ludzie”, „Chcemy chleba”, „Precz z normami”, „Jesteśmy głodni” dołączyły te otwarcie już antykomunistyczne i antyrządowe: „Precz z wyzyskiem świata pracy”, „Precz z czerwoną burżuazją”, „My chcemy wolności”, „Precz z bolszewizmem”, „Precz z komunistami”, „Żądamy wolnych wyborów pod kontrolą ONZ”, a nawet „Niech żyje Mikołajczyk”. W końcu pojawiły się też okrzyki o treści antyrosyjskiej i antyradzieckiej: „Precz z Rosjanami”, „Precz z Moskalami”, „Precz z Ruskami, Żądamy prawdziwie wolnej Polski”.
Począwszy od godz. 9 kierownik Wojewódzkiego Urzędu do spraw Bezpieczeństwa Publicznego, mjr Feliks Dwojak wraz z pierwszym sekretarzem KW PZPR Leonem Stasiakiem, naciskali na komendanta poznańskiej Oficerskiej Szkoły Wojsk Pancernych i Zmechanizowanych, by ten wyprowadził czołgi przeciwko demonstrantom. Szef Głównego Zarządu Politycznego Wojska Polskiego, gen. Kazimierz Witaszewski, zakazał użycia wojska w mieście w tej fazie operacji.
Decyzję o użyciu oddziałów wojska, na wniosek ministra obrony narodowej marszałka Konstantego Rokossowskiego, podjęło Biuro Polityczne KC PZPR, obradujące od godz. 10. Wiceminister obrony narodowej, gen. Stanisław Popławski, powołał specjalną grupę operacyjną, która miała nadzorować pacyfikację miasta. Jednocześnie szef Sztabu Generalnego, gen. Jerzy Bordziłowski, wydał rozkaz komendantowi poznańskiej szkoły pancernej użycia broni przeciw prowokatorom.
Po godzinie 10 nastąpił wzrost napięcia wśród demonstrantów. Z opanowanego milicyjnego radiowozu podano informację o aresztowaniu delegacji robotniczej, która przebywała 26 czerwca w Warszawie. Demonstranci podzielili się na dwie grupy. Większa udała się pod więzienie. Wdarto się do niego i wypuszczono na wolność 257 więźniów. Delegacji jednak tam nie znaleziono, gdyż podana informacja była plotką. Część demonstrantów przystąpiła do niszczenia akt więziennych. Inni opanowali gmachy prokuratury i sądu. Akta wyrzucano na ulicę i palono, a sprzęty częściowo zdemolowano. Dokonano też zaboru broni palnej. Tłum zebrany przed gmachem sądu nie pozwolił straży pożarnej na gaszenie ognia. Zamieszki w rejonie więzienia, sądu i prokuratury trwały do godz. 12.00. Druga grupa natomiast ruszyła pod budynek Wojewódzkiego Urzędu Bezpieczeństwa Publicznego przy ul. Kochanowskiego, do którego w tym czasie przybyła grupa operacyjna UBP. Około 10.40 z tego budynku padły pierwsze strzały. Jedna z grup udała się na dworzec kolejowy celem wstrzymania ruchu pociągów.
Po południu władze komunistyczne skierowały do miasta regularne jednostki wojskowe – początkowo 19 Dywizję Pancerną i 10 Dywizję Pancerną, później jeszcze 4 i 5 Dywizję Piechoty. Łącznie skierowano do pacyfikacji miasta 9983 żołnierzy, 359 czołgów, 31 dział pancernych, 36 transporterów opancerzonych, 6 dział przeciwlotniczych, 880 samochodów, 68 motocykli i kilka tysięcy sztuk broni. W ciągu kilku godzin walk zużyto 180 tys. sztuk amunicji. Siły te prowadziły walki uliczne z grupami cywilów, uzbrojonych w 250 sztuk broni, w tym 1 rkm z rozbitych posterunków milicji i studiów wojskowych uczelni wyższych oraz butelki z benzyną. Demonstrantom udało się opanować dwa czołgi, z których próbowali ostrzeliwać gmach Wojewódzkiego Urzędu Bezpieczeństwa Publicznego. Czołgi te zostały odbite przez podchorążych OSWPiZ. Zniszczonych lub uszkodzonych zostało w sumie 31 czołgów.
W dniu 28 czerwca 1956 ok. godz. 18.30 demonstranci uwolnili więźniów obozu w Mrowinie (Obóz NKWD i UB, m.in. dla polskich więźniów politycznych, istniał od 1945 roku do 28 czerwca 1956 roku).
Wymiana ognia trwała w różnych punktach miasta Poznania do godzin południowych 29 czerwca, a sporadycznie strzały padały do 30 czerwca.
29 czerwca wieczorem w przemówieniu radiowym premier Józef Cyrankiewicz powiedział: Każdy prowokator czy szaleniec, który odważy się podnieść rękę przeciw władzy ludowej, niech będzie pewny, że mu tę rękę władza ludowa odrąbie!.
W toku walk i pacyfikacji miasta zginęło, w zależności od szacunków, 70 osób cywilnych oraz 4 żołnierzy i 4 funkcjonariuszy UB i MO lub 57 osób (w tym 49 cywili i 8 spośród żołnierzy i aparatu bezpieczeństwa), około 600 osób (po obu stronach) zostało rannych.
O wszystkich tych dramatycznych wydarzeniach poza Poznaniem właściwie nic nie wiedziano, gdyż miasto zostało odizolowane od reszty kraju. Tymczasem o godz. 10.00 zebrało się w Warszawie Biuro Polityczne (PZPR). Zatwierdzono treść oficjalnego komunikatu, z którego można było dowiedzieć się, iż sprawcami zajść w Poznaniu były „agentura imperialistyczna i reakcyjne podziemie”, którym „udało się sprowokować zamieszki uliczne”. Biuro Polityczne podjęło decyzję wysłania do stolicy Wielkopolski premiera Cyrankiewicza. Był tam już członek Biura Politycznego KC PZPR Edward Gierek, który później stanął na czele komisji badającej przyczyny, przebieg i charakter wydarzeń w Poznaniu.
Symbolem sprzeciwu wobec władzy stał się trzynastolatek Romek Strzałkowski, ofiara śmiertelna.

### Po wydarzeniach
Aresztowania uczestników rozpoczęły się już 28 czerwca, nasiliły się w dniach następnych, przy czym obchodzono się przy nich wyjątkowo brutalnie. Ogółem aresztowano ok. 250 osób, w tym 196 robotników. Intensywne śledztwo połączone z biciem i maltretowaniem podejrzanych, prowadzone przez liczną grupę funkcjonariuszy z Warszawy, miało potwierdzić tezę władz, że sprawcami wydarzeń 28 czerwca byli prowokatorzy z opozycyjnych organizacji i obca agentura. Nie udało się tego jednak udowodnić.
Obrony uczestników wydarzeń czerwcowych, oskarżonych przez prokuraturę o zamach na obowiązujący porządek prawny, podjął się mec. Stanisław Hejmowski, który na sali sądowej oskarżył władze państwowe o ich wywołanie i doprowadzenie do śmierci niewinnych ofiar. W późniejszych latach poddano go licznym represjom, z pozbawieniem prawa wykonywania zawodu włącznie.
Wydarzenia poznańskie odbiły się głośnym echem w kraju i na świecie. Wywołała je słabość ekonomiczna wprowadzonego siłą przez PZPR systemu politycznego i gospodarczego. Szczególnie było to widoczne w uważanych za wzór gospodarności Poznaniu i Wielkopolsce. Wypadki były szokiem dla obu stron: zarówno dla władz komunistycznych, jak i dla spacyfikowanych robotników, którzy zgodnie z oficjalną propagandą mieli być „klasą rządzącą”. Sprawozdania z Poznania pojawiły się m.in. w biuletynie CIA. 29 czerwca zamieszczono tam tekst Riots in Poland (pol. Zamieszki w Polsce), a 30 czerwca The Poznan Riots (pol. Zamieszki w Poznaniu). Amerykańska agencja miała stosunkowo precyzyjne dane z wydarzeń, jednak liczbę uczestników zaniżono, a listę ofiar cytowano za rządem PRL. Dalsze notatki na ten temat ukazały się jeszcze kilkakrotnie w 1956.
Wydarzenia w Poznaniu spowodowały przyspieszenie procesów demokratyzacji w państwie. Wnioski płynące z doświadczeń poznańskiego Czerwca odegrały wielką rolę w procesie dojrzewania tzw. przemian październikowych w państwach demokracji ludowych. Przyspieszyły proces dojrzewania politycznego wielu ludzi. Można przypuszczać, że wydarzeniom poznańskim zawdzięczamy, iż „przewrót październikowy” w Polsce miał charakter bezkrwawy, w przeciwieństwie np. do Węgier, gdzie Armia Radziecka krwawo stłumiła Powstanie węgierskie 1956 (23 października – 11 listopada 1956).
Nowy I sekretarz Komitetu Centralnego PZPR Władysław Gomułka oceniając wydarzenia poznańskie podczas VIII Plenum KC odbywającego się 19–21 października 1956 r. stwierdził:

Robotnicy Poznania, chwytając za oręż strajku i wychodząc manifestacyjnie na ulicę w czarny czwartek czerwcowy, zawołali wielkim głosem : Dosyć! Tak dalej nie można! Zawrócić z fałszywej drogi! (...) Robotnicy Poznania nie protestowali przeciwko Polsce Ludowej, przeciwko socjalizmowi, kiedy wyszli na ulice miasta. Protestowali oni przeciwko złu, jakie szeroko rozkrzewiło się w naszym ustroju społecznym i które ich również boleśnie dotknęło, przeciwko wypaczeniom podstawowych zasad socjalizmu, który jest ich ideą.

### Nastroje społeczne po wydarzeniach poznańskiego Czerwca 1956

#### Aktywizacja społeczeństwa po Czerwcu
Jednym ze skutków poznańskiego Czerwca była aktywizacja społeczeństwa. W czasach stalinizmu Polacy byli zmuszani do zachowania milczenia i przystosowania się do systemu. Dopiero na fali zmian roku 1956 społeczeństwo odrzuciło paraliżujący je strach i zaczęło wyrażać swoją opinię. Większość z wypowiadających się osób czyniła to jednak anonimowo – nadal obawiano się represji. Na murach, na ścianach budynków, w środkach komunikacji, na ławkach i wielu innych miejscach pojawiały się anonimowe napisy i ulotki. Polacy wyrażali też swoje opinie poprzez listy wysyłane m.in. do rodziny i do znajomych, do poznańskich zakładów pracy, do prasy i radia, do prokuratury, do instancji partyjnych i związkowych. Innym istotnym źródłem informacji o nastrojach wśród polskiego społeczeństwa są donosy funkcjonariuszy Urzędu Bezpieczeństwa. Konfidenci słuchali i zapisywali wypowiedzi osób z różnych grup zawodowych – pracowników naukowych, studentów, duchownych, lekarzy, urzędników, robotników, chłopów i wielu innych.
Od końca czerwca w zakładach pracy organizowano otwarte zebrania partyjne. Ich celem było poparcie stanowiska Polskiej Zjednoczonej Partii Robotniczej i potępienie „wypadków poznańskich”. Przebieg takich zebrań był na ogół zgodny ze scenariuszem władz, ale zdarzały się zebrania, na których wypowiadano się krytycznie wobec panującego ustroju i nie zgadzano się na uchwalenie potępiającej Poznań i narzuconej przez władzę rezolucji.

#### Napisy i ulotki
Już od 29 czerwca w całej Polsce pojawiały się tysiące anonimowych napisów i ulotek związanych z Poznańskim Czerwcem. Urząd Bezpieczeństwa zajmował się wówczas ich wyszukiwaniem i likwidacją. Na poznańskim Dworcu Zachodnim odnaleziono ulotki, pisane ołówkiem, z pogróżkami pod adresem organów bezpieczeństwa publicznego. W jednym z poznańskich parków przy jeziorze Rusałka odnaleziono na ścieżce napisy: „Śmierć UB. Powstańcy”. W Poznaniu „nieznani sprawcy” wykonali napis na słupie ogłoszeniowym przy ulicy Gwardii Ludowej (obecnie ulica Wierzbięcice), o treści: „Moskale, precz z Polski”. W jednej z wielkopolskich miejscowości pojawiły się ulotki o treści: „Rosja nas zdradziła” lub „Robotnicy poznańscy żądają na miesiąc 1500 złotych”. W Kościanie ktoś wykonał napis na drzwiach: „Poznań 28 VI 1956 r. – Niech żyje rewolucja. Chcemy wolności. Precz z okupantem”.
Ulotki i napisy, jakie od 29 czerwca pojawiały się w całym kraju, zawierały hasła o różnorodnej treści. Przede wszystkim były to słowa poparcia dla poznańskich robotników, czyli wyraz solidarności z tymi, którzy stawili czoła komunistycznej władzy. Pojawiła się jednak cała rzesza ulotek i napisów jedynie inspirowanych wydarzeniami poznańskiego Czerwca, a faktycznie odnoszących się do innych kwestii. W ich treści często pojawiały się żądania poprawy warunków materialnych i przywrócenia religii do szkół. Wiele z nich było skierowanych bezpośrednio przeciwko Związkowi Radzieckiemu.

#### Listy
Wartościowym źródłem, informującym o nastrojach społecznych, są listy pisane do krewnych i rodziny, a także anonimy wysyłane do redakcji gazet i radia, instancji partyjnych i związkowych czy poznańskich zakładów pracy. Jeden z wielu listów, napisanych pod wpływem Czerwca ’56, został wysłany przez dwie poznanianki do Polskiego Radia w lipcu 1956 roku. Autorki listu wyrażały swoje ubolewanie z powodu bicia na Ławicy zatrzymanych osób. Podkreśliły, że wśród aresztowanych znajduje się spora grupa młodzieży, która nie miała nic wspólnego z zajściami. Poznanianki pisały: „Czy nasze MO i UB upadły tak nisko, aby musiały naśladować Gestapo (…)? Czy my nie mamy prawa domagać się innego traktowania osób zatrzymanych?”. Autorki listu prosiły o interwencję w tej sprawie. Stwierdziły, że definitywnie straciły zaufanie do Urzędu Bezpieczeństwa i Milicji Obywatelskiej i obawiają się, że w Polsce nastanie wkrótce podział na dwie grupy – bitych i tych, którzy biją.
W innym liście, adresowanym do Polskiego Radia, anonimowy pracownik ówczesnych Zakładów im. J. Stalina (zakłady Hipolita Cegielskiego) wyraził swój punkt widzenia na wydarzenia poznańskie. Pisał, że „krew go zalewa” kiedy czyta komentarze prasowe, mówiące o prowokacji i o tym, że robotnicy żałują wyjścia z fabryki na ulice miasta. Wyraźnie zaznaczył, że nie było żadnej wewnętrznej prowokacji, a wyjście robotników nie było przypadkowe. Pogarszająca się sytuacja materialna i ciężkie warunki pracy doprowadziły robotników do podjęcia takiej decyzji. Stwierdził, że na masówce poprzedzającej padło wiele słów oskarżających władze. Ludzie „mówili, że gazety kłamią, oszukują, pisząc o poprawie, a tymczasem co rok jest gorzej i chyba przyjdzie nam pozdychać, a dzieci wychować na gruźlików i bandytów chowanych na ulicy” – pisał pracownik Zakładów im. J. Stalina.
Do zakładów pracy wysyłano mnóstwo listów wyrażających poparcie dla poznańskich robotników. Listy nie trafiały jednak pod wskazany adres, gdyż przechwytywała je, działająca na pocztach, specjalna komórka Urzędu Bezpieczeństwa.

#### Donosy UB
Nadawcy listów pisali w nich w sposób odważny i szczery, nie podpisywali się bowiem swoimi nazwiskami. Autorzy opinii wypowiadanych na ulicach czy w miejscach publicznych w wielu przypadkach nie zdawali sobie sprawy, że ich opinie mogą utracić anonimowość. Funkcjonariusze Urzędu Bezpieczeństwa skrzętnie notowali wszystko to, co usłyszeli na temat poznańskiego Czerwca, a następnie sporządzali donosy. Z informacji uzyskiwanych przez Urząd Bezpieczeństwa wynika, że większość społeczeństwa nie wierzyła w udział „imperialistycznych agentów” i „reakcyjnego podziemia” w wydarzeniach z 28 czerwca. Podkreślano, że na ulicach Poznania działał żywiołowy tłum – nie mogło być zatem mowy o żadnej pomocy z zewnątrz w organizowaniu tej „akcji”. W tłumie demonstrantów nie było też żadnego kierownictwa, a transparenty były wykonywane na bieżąco, odręcznie i raczej niezbyt starannie. Myśląc o przyczynach poznańskiego buntu, Polacy mówili raczej o złych warunkach bytowych i ciężkich warunkach pracy, które doprowadziły robotników do spontanicznego podjęcia decyzji o wyjściu na ulice Poznania. Polacy na ogół popierali czyn poznańskich robotników i solidaryzowali się z ofiarami poznańskiego Czerwca. Rozmowy na ten temat można było usłyszeć choćby w tramwajach, na przystankach, w sklepach, w kawiarniach czy w zakładach pracy. Wszędzie tam docierali konfidenci Urzędu Bezpieczeństwa. Jeden z funkcjonariuszy pisał o zatrzymaniu mieszkańca Warszawy, który w czasie jazdy tramwajem chwalił poznańskich robotników za ich czyn.
Inny informator, obecny na jednym z warszawskich bazarów, zanotował, że handlarki były zgodne co do opinii, że jeżeli w dalszym ciągu rząd nie podejmie kroków w kierunku poprawy warunków bytowych, to może liczyć się z możliwością wystąpień w innych miastach Polski. Takie opinie były powszechne – ludzie podkreślali, że zła sytuacja ekonomiczna panuje w całym kraju. W prywatnych rozmowach winą za tragiczne wydarzenia Polacy obarczali przeważnie władze partyjno-państwowe. Powszechne były również nieprzychylne opinie na temat przemówienia premiera Józefa Cyrankiewicza. Na znak solidarności z poznaniakami, wielu studentów zakładało marynarkę w taki sposób, aby jeden rękaw był pusty. Na pytanie, co stało się z ich ręką, odpowiadali: „odrąbano mi ją”. Społeczeństwo powszechnie wyrażało swoje uznanie dla robotników. Jeden z informatorów zanotował, że papierosy „Poznańskie” zaczęto nazywać „Bohaterskimi”.
Latem 1956 roku powszechnej krytyce poddawano również doniesienia prasowe. W „Głosie Wielkopolskim” pisano, że 28 czerwca nie było ofiar wśród dzieci. Tymczasem w tym samym wydaniu gazety umieszczono nekrolog chłopca (Romana Strzałkowskiego), który tego dnia poniósł śmierć w wyniku postrzału. Komentarze dotyczące Czerwca były przyjmowane z ironią. Stwierdzenia, że „zamieszki” były wywołane przez „prowokatorów” były przez większość społeczeństwa wyśmiewane. Mówiono, że władze nie powinny się ośmieszać pisząc w taki sposób – tysiące ludzi widziało na własne oczy, że to sami robotnicy podjęli walkę o lepszy byt.
Po 28 czerwca Polacy żywili do organów Urzędu Bezpieczeństwa jeszcze większą nienawiść niż przed tym tragicznym dniem. Jeden z informatorów zapisał, że rzeczą powszechną w kraju stała się wybitna wrogość do UB, a jego zwolenników można „policzyć na palcach jednej ręki”. Wykładowca jednej z warszawskich szkół wyższych miał powiedzieć – „szkoda, że nie spalono całego UB, bo to największe kanalie, które strzelały do dzieci”. Ktoś inny miał dopowiedzieć, że robotnicy mieli słuszny cel – zniszczyć władze PRL, ale przede wszystkim UB.

### Poznański czerwiec w kulturze
Filip Bajon nakręcił film, opowiadający o wydarzeniach w Poznaniu, pt. „Poznań 56”. Wątek wydarzeń poznańskich pojawia się również w filmie „Przypadek” Krzysztofa Kieślowskiego. Teatr Ósmego Dnia w 2006 wystawił spektakl „Czas matek”, w którym wydarzenia czerwcowe są tłem dla próby spojrzenia na tragiczną historię XX wieku oczami kobiet. Nawiązanie do owych wydarzeń można również znaleźć w utworze, pochodzącego z Poznania, rapera Mezo „Czerwiec '56”, z gościnnym udziałem Owala. W czerwcu 2009 pojawił się album poznańskiej grupy The Sandals – „Czerwiec 56”, poświęcony pamięci wydarzeń czerwcowych. W 2016 zespół De Press wydał z okazji 60. rocznicy wydarzeń album zatytułowany ’56, który promowany był utworem „Rozstrzelano moje serce”. W 2016 ukazała się również powieść Piotra Bojarskiego „Juni”, której akcja rozgrywa się w trakcie Poznańskiego Czerwca.
Z okazji pięćdziesiątej rocznicy poznańskiego czerwca w 2006 roku w Poznaniu odbyły się uroczystości upamiętniające wydarzenia, z udziałem głów państw ościennych, m.in. Angeli Merkel. Z tej okazji powstała msza Missa 1956, skomponowana przez Jacka Sykulskiego. W 65. rocznicę wydarzeń (2021) powstał spektakl Teatru Ósmego Dnia „Pierwszy strzał”, wyreżyserowany przez Janusza Stolarskiego wspomaganego merytorycznie przez pracowników poznańskiego oddziału IPN (wykorzystano w nim m.in. mowy obrończe Stanisława Hejmowskiego). W 2021 poznański Teatr Muzyczny przygotował spektakl „Kombinat” na podstawie dzieł Georga Orwella, Franza Kafki oraz Aldousa Huxleya, jak również muzyki i tekstów zespołów Obywatel G.C. i Republika w reżyserii Wojciecha Kościelniaka. Była to opowieść o walce człowieka z systemem, wadze jej głosu i poszukiwaniu prawdy.

### Muzeum
4 października 2007 w Zamku Cesarskim w Poznaniu otwarto Muzeum Powstania Poznańskiego – Czerwiec 1956.

## Lista ofiar
| Nazwisko             | Wiek | Zawód                           |
| -------------------- | ---- | ------------------------------- |
| Roman Bentke         | 18   | uczeń Technikum Łączności       |
| Henryk Błażejak      | 16   | uczeń tokarski                  |
| Sylwester Boroń      | 25   | WFM Żelazo-Chrom                |
| Zdzisław Braun       | 26   | kierowca                        |
| Walenty Cieślik      | 20   | pracownik Rzeźni Miejskiej      |
| Jakub Czekaj         | 21   | rolnik, 10. Pułk KBW            |
| Michał Dąbrowicz     | 23   | inspektor produkcji             |
| Kazimierz Dutkiewicz | 17   | elektromonter                   |
| Bronisław Falasa     | 22   | szeregowy 2. Korpusu Pancernego |
| Ryszard Ficek        | 21   | kapral podchorąży               |
| Tadeusz Franke       | 31   | ucinacz pilników, szofer        |
| Bogdan Frankowski    | 22   | radiotelegrafista               |
| Andrzej Gliński      | 15   | uczeń Technikum Łączności       |
| Kazimierz Graja      | 31   | oficer szkoleniowy UB           |
| Henryk Grześkowiak   | 24   | pracownik PZPP                  |
| Andrzej Hoppe        | 18   | uczeń ślusarski                 |
| Zygmunt Izdebny      | 26   | wartownik, kapral UB            |
| Czesław Jackowski    | 41   | pracownik W8 HCP                |
| Zbigniew Janczewski  | 20   | technik technolog               |
| Jerzy Jankowiak      | 16   | uczeń szklarski                 |
| Roman Jankowski      | 43   | specjalista w ZNTK Poznań       |
| Zbigniew Joachimiak  | 28   | technik kreślarz                |
| Władysław Kaczmarek  | 26   | ślusarz                         |
| Seweryn Kapitan      | 18   | uczeń-robotnik                  |
| Zenon Kliche         | 17   | uczeń                           |
| Leon Klój            | 16   | uczeń tokarski                  |
| Czesław Kłos         | 46   | ślusarz w ZNTK Poznań           |
| Stanisław Kołdon     | 24   | radiooperator                   |
| Jan Kowalczyk        | 39   | pomocnik palacza                |
| Franciszek Krystek   | 31   | starszy sierżant MO             |
| Marian Kubiak        | 19   | monter telekomunikacyjny        |
| Wiesław Kuźnicki     | 16   | uczeń Technikum Geodezyjnego    |
| Franciszek Lipski    | 53   | palacz w HCP                    |
| Roman Makowski       | 28   | kreślarz-konstruktor            |
| Mikołaj Matwiejczuk  | 25   | pracownik umysłowy              |
| Czesław Milanowski   | 26   | inżynier                        |
| Feliks Niemczewski   | 45   | ślusarz                         |
| Jan Niemczyk         | 49   | konduktor rewizyjny na PKP      |
| Bogdan Nowak         | 19   | kopista offsetowy               |
| Henryk Nowicki       | 15   | uczeń ślusarski                 |
| Leon Ochocki         | 45   | dekorator-tapicer               |
| Zdzisław Piskorski   | 58   | mistrz rzeźnicki                |
| Józef Porolniczak    | 28   | magazynier                      |
| Jerzy Przybylski     | 29   | tokarz, rzemieślnik             |
| Józef Pudys          | 25   | pracownik fizyczny              |
| Leszek Raś           | 26   | technik budowlany               |
| Alfred Rau           | 16   | uczeń, ślusarz                  |
| Marian Sępkowski     | 28   | podporucznik                    |
| Ireneusz Sikora      | 16   | starszy woźny w Prezydium RN    |
| Marian Sobalak       | 32   | frezer z HCP                    |
| Roman Strzałkowski   | 13   | uczeń SP nr 14                  |
| Wacław Toma          | 29   | kowal z HCP                     |
| Paweł Wasylik        | 47   | piekarz                         |
| Kazimierz Wieczorek  | 25   | konduktor MPK                   |
| Jan Witkiewicz       | 35   | robotnik kolejowy               |
| Feliks Wojewódzki    | 18   | frezer                          |
| Mieczysław Wysocki   | 24   | grabarz                         |

## Inne rocznice-miesiące związane ze strajkami w okresie PRL
- Marzec 68 – m.in. Kraków, Gdańsk, Warszawa
- Grudzień 70 – Gdańsk, Gdynia, Szczecin i Elbląg
- Czerwiec 76 – Radom, Ursus, Płock
- Lipiec 80 – Świdnik, Lublin
- Sierpień 80 – m.in. Gdańsk, Gdynia, Elbląg, Szczecin

### Kontrowersje
- Artykuł Łukasza Jastrząba – Poznański Czerwiec 1956 w świetle niezależnych badań